# Orla de alumnos

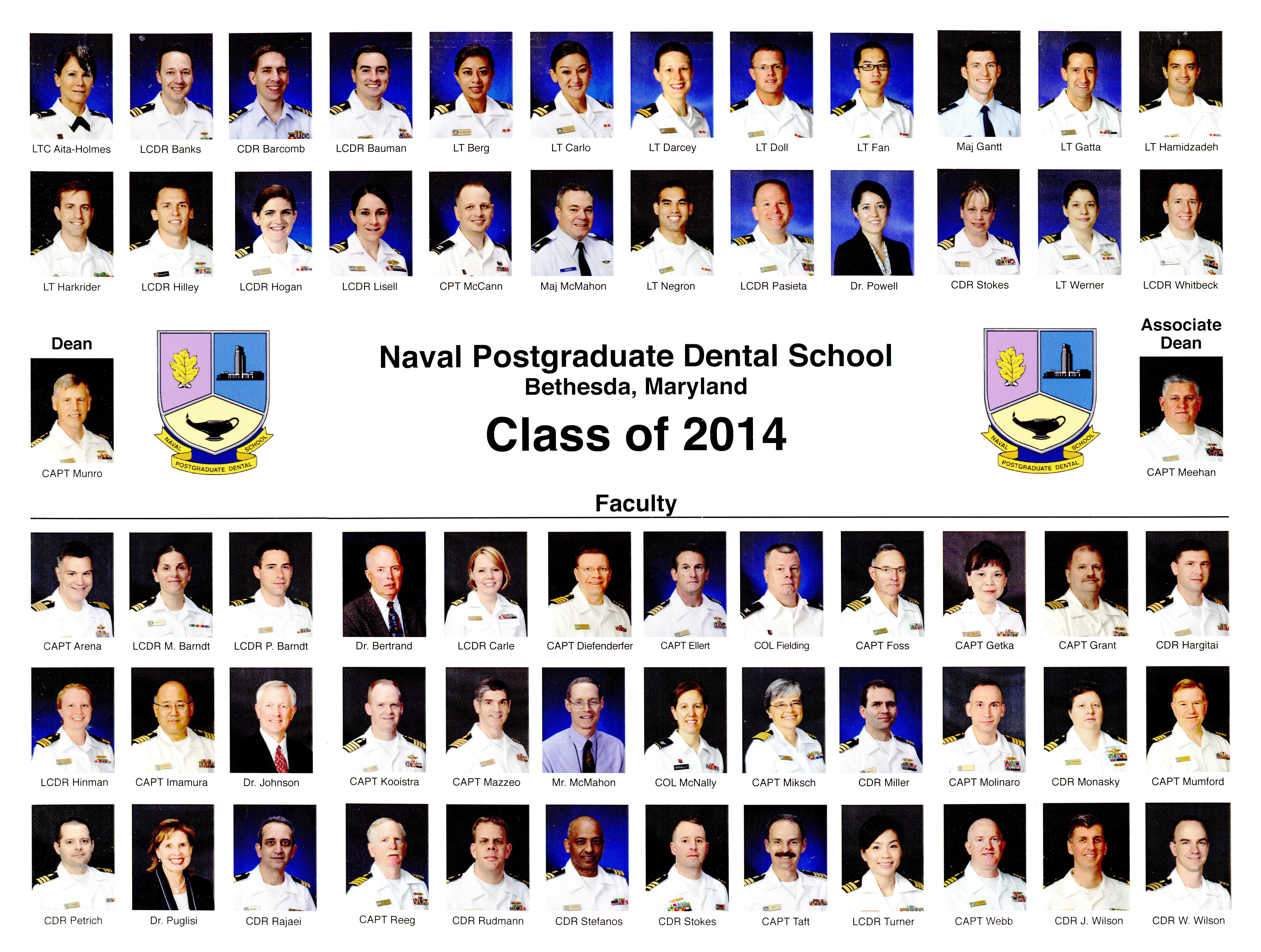
Naval School Class of 2014

Una orla de alumnos, orla de la promoción o también, orla universitaria,es un collage fotográfico que muestra las imágenes de los estudiantes de una clase o promoción, generalmente al graduarse, o al final de sus estudios académicos. Este tipo de composición es muy popular en muchos países y sirve como recuerdo colectivo para toda una promoción de alumnos de un colegio, de un instituto, de una facultat, o de otras entidades, sean universitarias o no.

## Historia y uso

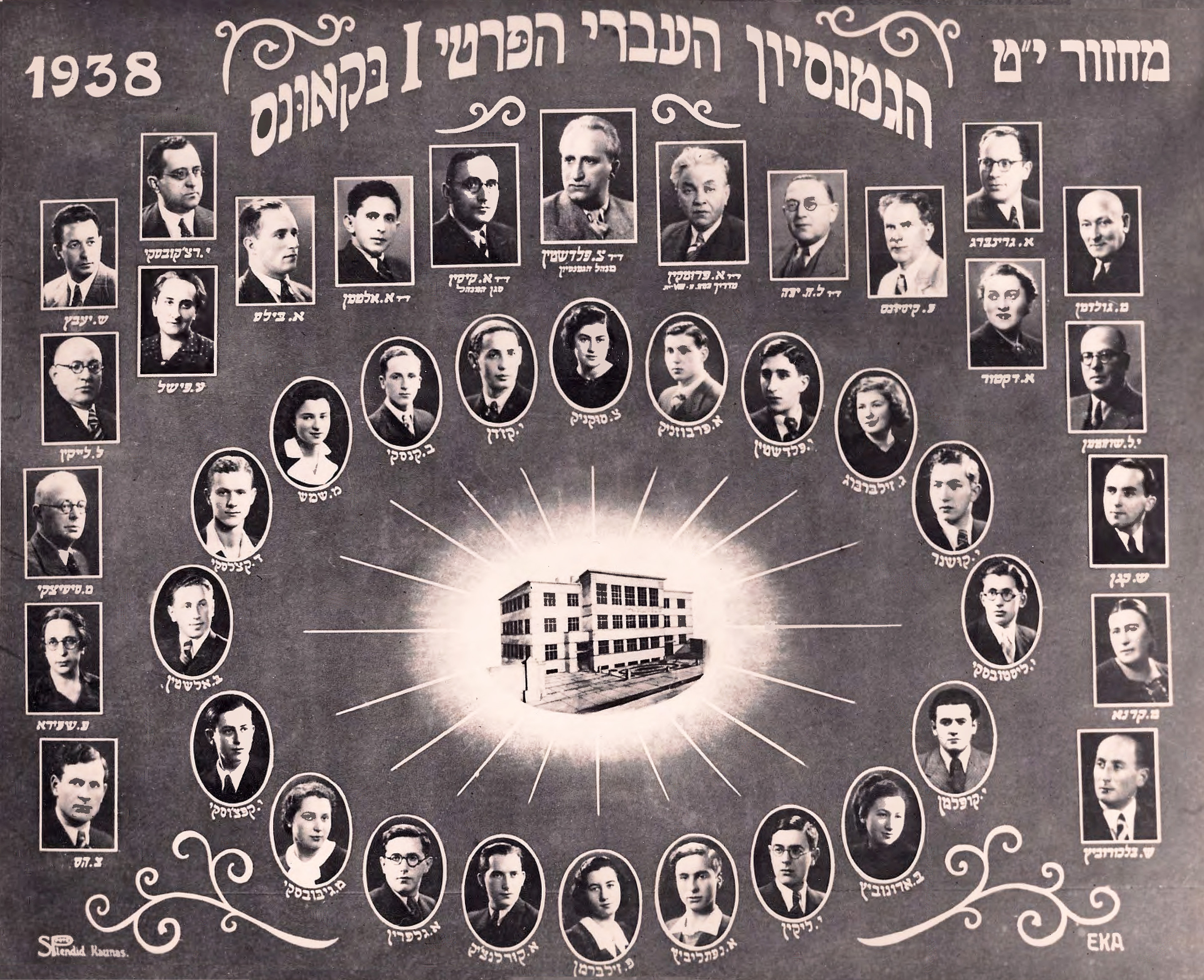
Orla Realgymnasium, 1938

El origen de las orlas de alumnos se remonta a las fotografías grupales que solían tomarse en las instituciones educativas durante el siglo XIX. Con el tiempo, la tradición de incluir fotos individuales de cada alumno en un formato decorativo se hizo más común. Las orlas de alumnos no solo tienen un valor sentimental, sino que también actúan como un archivo histórico. Estos collages permiten a los estudiantes y al personal recordar el momento compartido, así como identificar a sus compañeros en el futuro. Además, estas orlas son un reflejo del entorno educativo y de la historia cultural de la institución.

## Proceso de creación
El proceso para crear una orla de alumnos generalmente involucra los siguientes pasos:
1. Toma de Fotos: Los estudiantes posan para fotos individuales, usualmente frente a un fondo neutro.
2. Diseño: Las fotos se disponen en un formato atractivo, a menudo acompañadas del nombre de cada estudiante y el logotipo de la institución.
3. Impresión y Distribución: La orla finalizada se imprime en papel de alta calidad y se distribuye entre los alumnos y el personal docente.

## Variantes
Aunque el concepto básico de una orla de alumnos es bastante universal, hay variaciones en su diseño y presentación dependiendo de la región y la institución. Algunas orlas incluyen fotos del personal docente y administrativo, citas inspiradoras, o información adicional como el año de graduación.